# Бернд Шустер
Бернд Шустер (на немски: Bernd Schuster) е немски треньор, бивш футболист, полузащитник. Играл е за множество известни футболни отбори, като най-известните от тях са Реал Мадрид и ФК Барселона.
Шустер е важна част от халфовата линия на Барселона през 80-те. Бил е и треньор на множество отбора. През 2007 – 2008 е треньор на Реал Мадрид. В Ла Лига като треньор на Реал има 38 мача, от които и спечелил 27 и загубил 4, а 7 мача са с равен резултат (71,05% успеваемост).
Начело на Реал Мадрид печели Испанската лига и Суперкупата на страната, като отборът му побеждава ФК Валенсия с общ резултат от двата мача 6 – 5. През 2010 година Германецът подписва 2-годишен договор с турския гранд Бешикташ. На 15 март 2011 година немският специалист подава оставка.